# Neotama longimana
Neotama longimana is een spinnensoort in de taxonomische indeling van de Hersiliidae.
Het dier behoort tot het geslacht Neotama. De wetenschappelijke naam van de soort werd voor het eerst geldig gepubliceerd in 1993 door Martin Baehr & Barbara Baehr.